# Geophis cansecoi
Geophis cansecoi — вид змій родини полозових (Colubridae). Ендемік Мексики. Описаний у 2021 році.

## Назва
Вид названо на честь мексиканського герпетолога Луїса Кансеко-Маркеса, який присвятив частину своєї кар'єри вивченню змій роду Geophis.

## Поширення
Geophis cansecoi мешкають на північних схилах гірського масива Сьєрра-де-Місантла (частина системи Східна Сьєрра-Мадре) у штаті Веракрус. Трапляються на висоті 1550—1763 м над рівнем моря в хмарному лісі. Зразки були знайдені під різними гнилими колодами, сміттям і камінням, а також на дорозі вночі.

## Опис
Спина та голова шиферно-сірого забарвлення, боки малинові, черево блідо-кремове.